# Jan Carstenszoon
Jan Carstenszoon o più comunemente Jan Carstensz (fl. XVII secolo) è stato un esploratore olandese.

## Biografia
Nel 1623 Carstenszoon fu incaricato dalla Compagnia olandese delle Indie orientali di guidare una spedizione lungo la costa meridionale della Nuova Guinea ed oltre, per verificare i racconti di una terra avvistata più a sud nel 1606 durante i viaggi di Willem Janszoon a bordo della Duyfken.
Salpò da Ambon nelle Indie orientali olandesi con due navi, la Pera e la Arnhem (capitanata da Willem Joosten Van Colster). Le navi seguirono ala costa meridionale della Nuova Guinea, per poi dirigersi a sud verso la penisola di Capo York ed il golfo di Carpentaria. Il 14 aprile 1623 doppiarono Capo Keerweer. Sbarcando alla ricerca di acqua dolce per rifornirsi, Carstenszoon incontrò un gruppo di aborigeni australiani. Carstenszoon li descrisse come "persone che sembravano povere e miserabili" che "non conoscevano metalli preziosi o spezie".
L'8 maggio 1623 Carstenszoon ed il suo equipaggio combatterono con 200 aborigeni alla foce di un piccolo fiume nei pressi di Capo Duyfken (che prende il nome dal vascello di Janszoon che aveva già visitato la regione) e sbarcarono sul fiume Pennefather. Carstenszoon li battezzò fiume Carpenter e golfo golfo di Carpentaria in onore Pieter de Carpentier, allora governatore generale delle Indie orientali olandesi. Carstenszoon raggiunse il fiume Staaten prima di dirigersi nuovamente a nord. La Pera e Carstenszoon tornarono ad Ambon, mentre la Arnhem attraversò il golfo di Carpentaria avvistando ad est la costa della Terra di Arnhem.
La piramide di Carstensz a Irian Jaya, in Indonesia, prende da lui il nome. Carstenszoon avvistò i ghiacciai sulla vetta del monte nel 1623. Fu preso in giro in Europa quando disse di aver visto la neve nei pressi dell'equatore.
Carstenszoon diede il nome anche a molti luoghi lungo la costa australiana.